# Felsritzungen von Flyhov

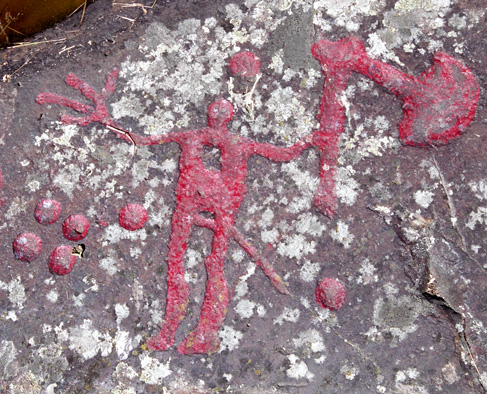
Axtgott

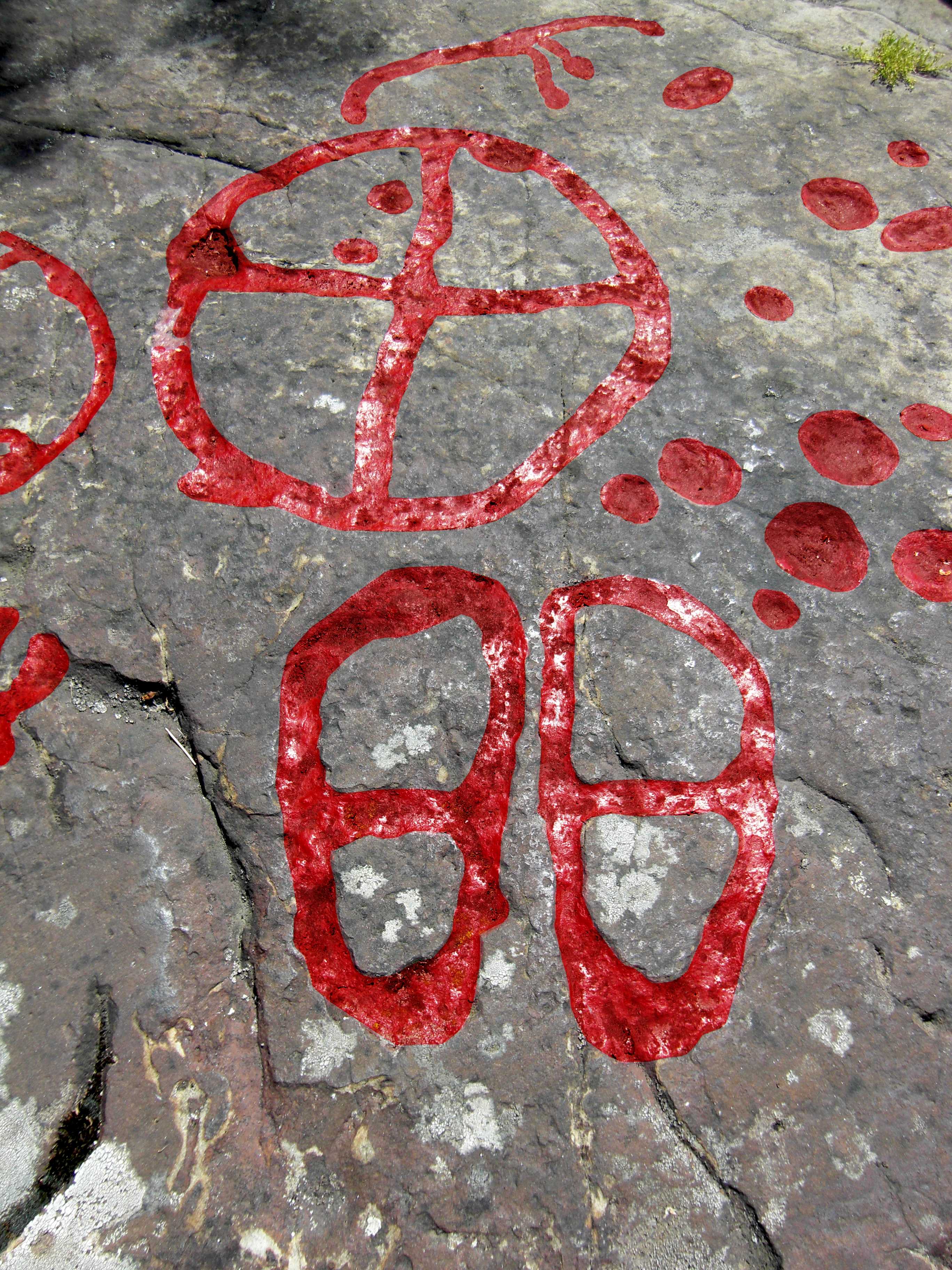
Radkreuz und Fußsohlenpaar

Die Felsritzungen von Flyhov liegen etwa 15 Kilometer nordöstlich der schwedischen Stadt Lidköping in der Nähe des Ortes Husaby.

## Beschreibung
Die Felsritzungen, die 1889 entdeckt wurden, umfassen etwa 450 Figuren auf einer Fläche von einem Hektar (160 × 25 Meter). Stilistisch gehören die Ritzungen zur Tanum-Gruppe. Das Besondere an Flyhov ist die Vielzahl unterschiedlicher Motive, die beinahe die gesamte Palette umfassen (Fußsohlen, Räder, Radkreuze, Schälchen, Schlangen und Schiffe). Die bekannteste Figur stellt einen Mann mit einer großen Axt dar und wird „Axtgott von Flyhov“ genannt. Äxte dieser Art sind aus archäologischen Funden bekannt und lassen sich auf die Bronzezeit (ungefähr 1500–1000 v. Chr.) datieren. Daher werden auch diese Felsritzungen auf diesen Zeitraum datiert. Bei den menschlichen Figuren besitzen einige Vogelköpfe, ein Schwert oder einen Phallus und eine auffällige stellt einen Mann mit einer Axt dar. Typisch sind weiterhin mehrere Schiffe, deren Querstriche Spanten oder stilisierte Mannschaftsmitglieder sein können. Ein weiterer Strich am Ende bei einzelnen Booten kann das Ruder verdeutlichen.

## Zugänglichkeit und Deutungen

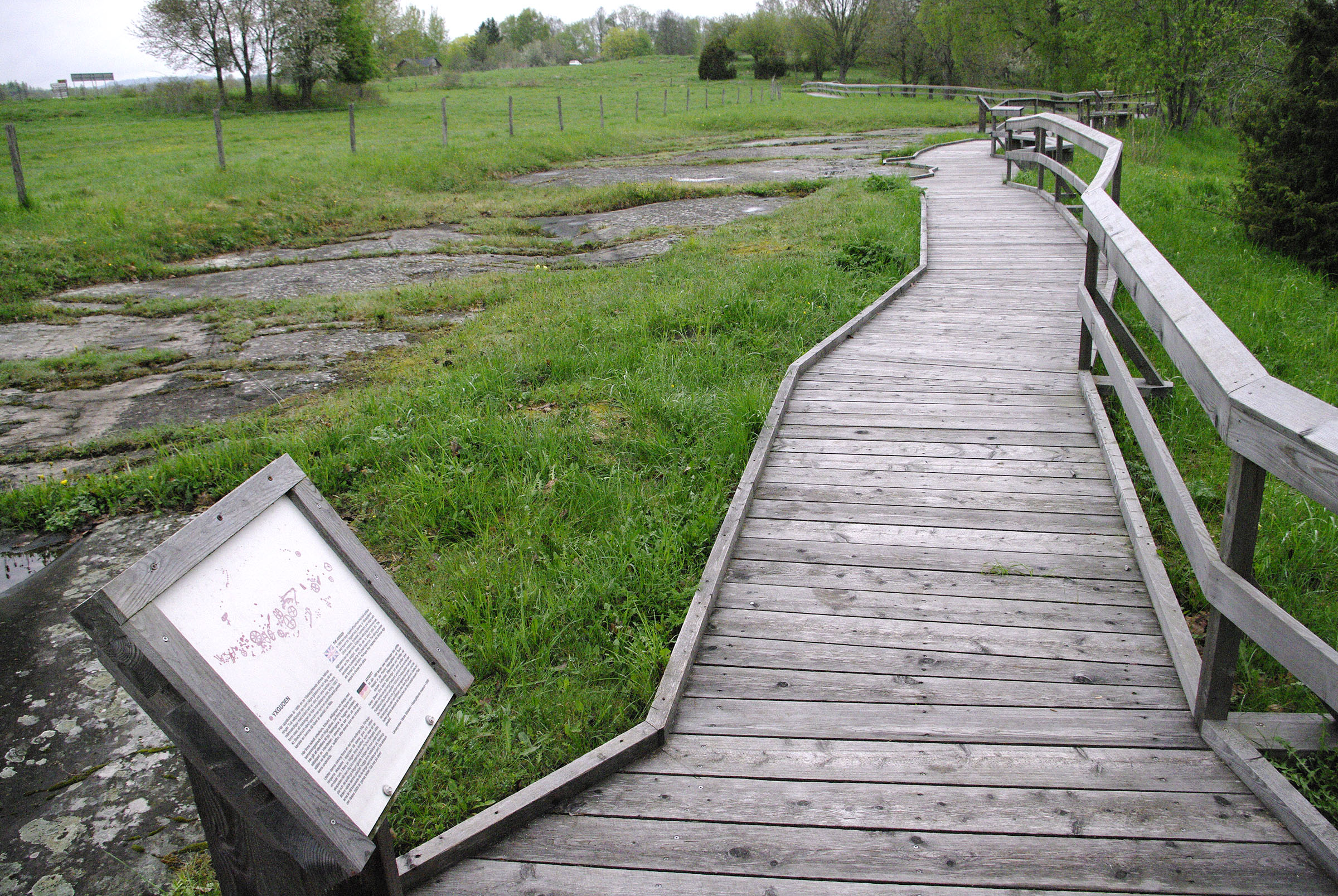
Felsfläche mit Bohlenweg

Neben den freigelegten Felsflächen befindet sich ein Bohlenweg, der auch für Rollstuhlfahrer geeignet ist. Verantwortliche der Provinzverwaltung füllen die Ritzungen mit regelmäßigem Abstand mit Farbe. Anfänglich wurde rote Farbe benutzt, doch für Personen mit Sehschwäche sind einige Figuren weiß ausgemalt. Zusätzlich gibt es Darstellungen ohne Farbe zum Vergleich. Das Ausmalen der Ritzungen im Jahr 2012 führte zum Fund mehrerer zuvor unbekannter Objekte.
Der mit Ritzungen übersäte Felsen wird als ein heiliger Platz der Bronzezeit gedeutet, an dem Zeremonien stattfanden. Dabei können die einzelnen Figuren, die Personen darstellen, die am Festakt teilnahmen. Laut einer anderen Theorie sind die Ritzungen Symbole für eine Gottheit, die selbst nicht beim Namen genannt werden durfte, oder bei der eine Abbildung nicht gestattet war.